# Famille de Potter
Cette page explique l’histoire ou répertorie les différents membres de la famille  de Potter.
Pour les articles homonymes, voir De Potter.
La famille de Potter est une ancienne lignée de la noblesse belge, fondée dans les Pays-Bas bourguignons au XIVe siècle. Sa branche « flamande » constituée de cultivateurs et élus à Renaix, descend de la branche aînée « romane », drapiers au Hainaut français. Sa branche « hollandaise » inclut des commerçants en vue à Amsterdam, mais aussi des armateurs à Berghes, fief du marquisat du Zon, estuaire maritime sous l'influence du puissant diocèse de Cambrai. Plusieurs descendances subsistent : de Pottère, de Potter, de Potter de ten Broeck, de Potter d'Indoye, de Potter de Zinzerling.

## Histoire
Famille ancienne et contemporaine, son histoire commence au Cambrésis, diocèse de l'influente famille de Berghes.

### Moyen âge
En fin de période des Pays-Bas bourguignons, les luttes dans la Terre des Débats culminent. Les membres de la famille sont bousculés au croisement instable des nouvelles Dix-Sept Provinces. En 1566, les de Potter signent le « compromis de Renaix », un essai du système de tolérance religieuse conçu par le prince d'Orange. Celui-ci est rédigé peu après la visite de Bréderode, secrétaire du comte d'Egmont. En 1569, les guerres de religions l'emportent et causent l'éclatement de la famille. Seule la partie catholique reste au Hainaut français et en Flandre française, les autres sont bannies. Trois branches distinctes voient alors le jour.

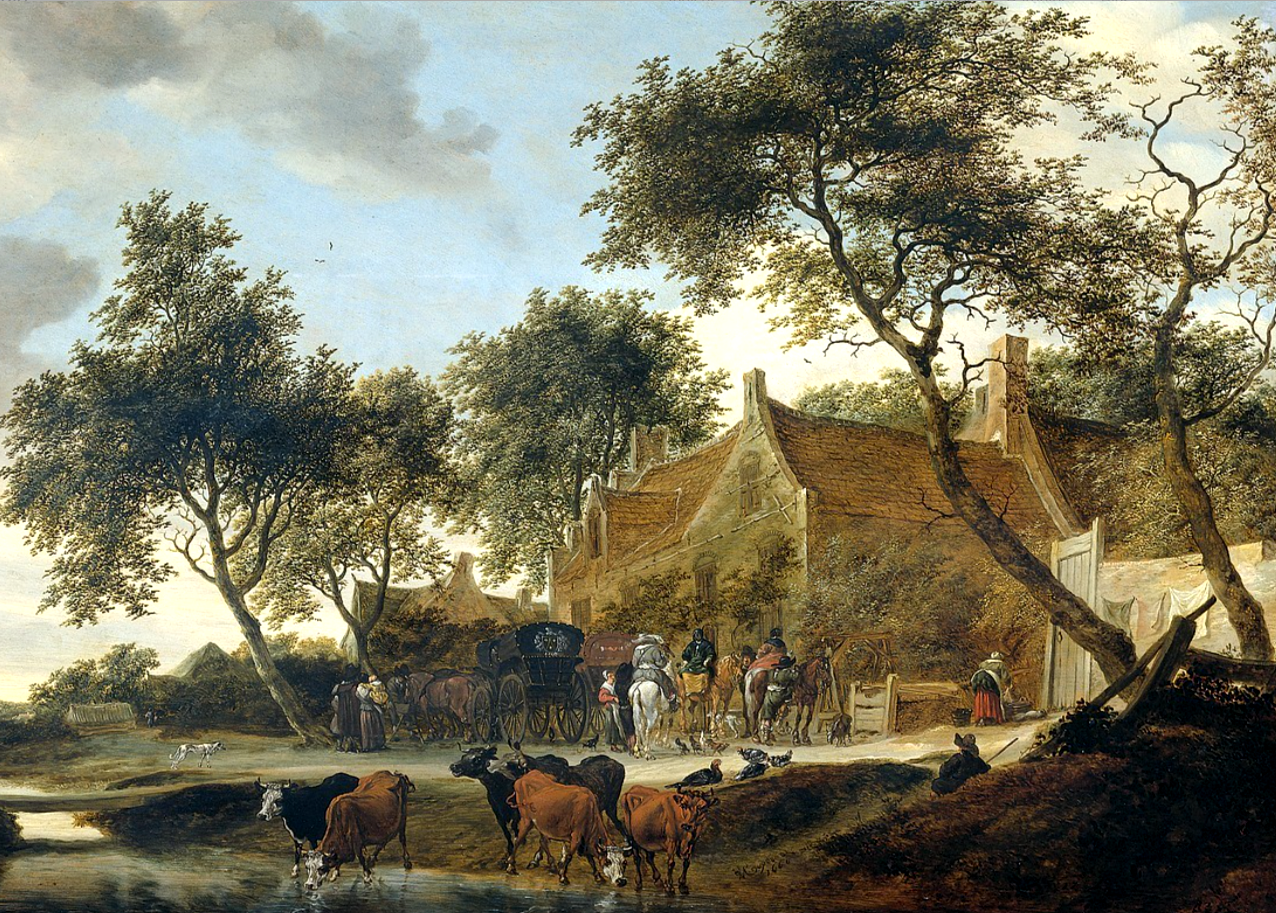
Les Potter bannis (Ruisdael).

#### Branche romane
Au Pays des Collines, Gilles de Potter, époux de Elsabe de Tutenburg, alliée à la Maison d'Egmont, vit à Ellezelles. Sa branche romane est éprouvée par les circonstances de l’échec du compromis de Renaix. Cette fratrie protestante tient à l’Église reformée liée aux comtes d'Egmont et Hornes, protestants demeurant au fief voisin de Lahamaide. Accusé de complot, Liévin de Pottère est décapité en 1569 en la ville voisine de Renaix par le tribunal du duc d'Albe. Bannie, sa fratrie s'exile à Emden (Hambourg) où elle crée un siège de la Compagnie des Indes et procure des élus.

#### Branche flamande
À la fin de la période des troubles religieux, les derniers Renaisiens de la famille quittent la ville pour s'établir à Gand, où Hermès de Potter et son épouse Anne-Catherine de Worm gisent en l'église Saint-Jacques. Comme leurs parents, émigrés en Hollande, les auteurs de la branche flamande acquièrent une situation en vue dans le commerce et l'administration.
Durant les deux siècles suivants, à Vinderhoute et Tourhout (Bruges), ensuite Melle et Lovendegem (Gand) et enfin Ooighem, Indoye et Heule (Courtrai), ils deviennent gestionnaires de propriétés agricoles, négociants textiles ainsi que élus locaux et à la Chambre des représentants.

### Renaissance
La troisième partie de la famille s'illustre à la Renaissance, c'est la branche hollandaise qui s'étend aux provinces de Zélande, Frise et Hollande.

#### Branche hollandaise
Parmi les de Potter bannis, des personnalités se font connaître à Amsterdam, reprises aux œuvres d'artistes de renom. Sur base des métiers de tisserand et drapier d'avant son exil, Abraham de Potter acquiert une réputation comme commerçant de textiles. Sur cette peinture de Carel Fabritius en 1649, il est doyen du métier à Amsterdam. Sa cousine Héléna épouse Cornelis Booth, bourgmestre d'Utrecht comme montre l'œuvre de Jan Antonisz van Ravesteyn en 1645. Sur une autre peinture du cercle de Jacob Adriaensz Backer, les petits-enfants d'Abraham figurent devant les armoiries de Pottère de la branche romane.

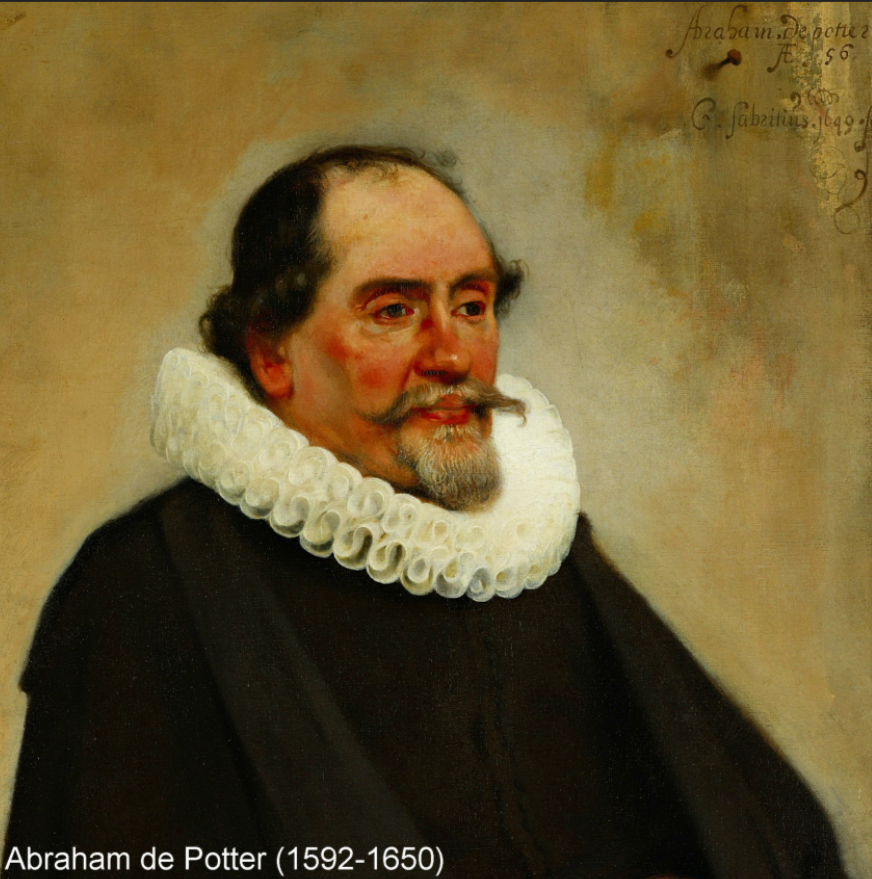
Abraham de Potter, Amsterdam, par Carel Fabritius.
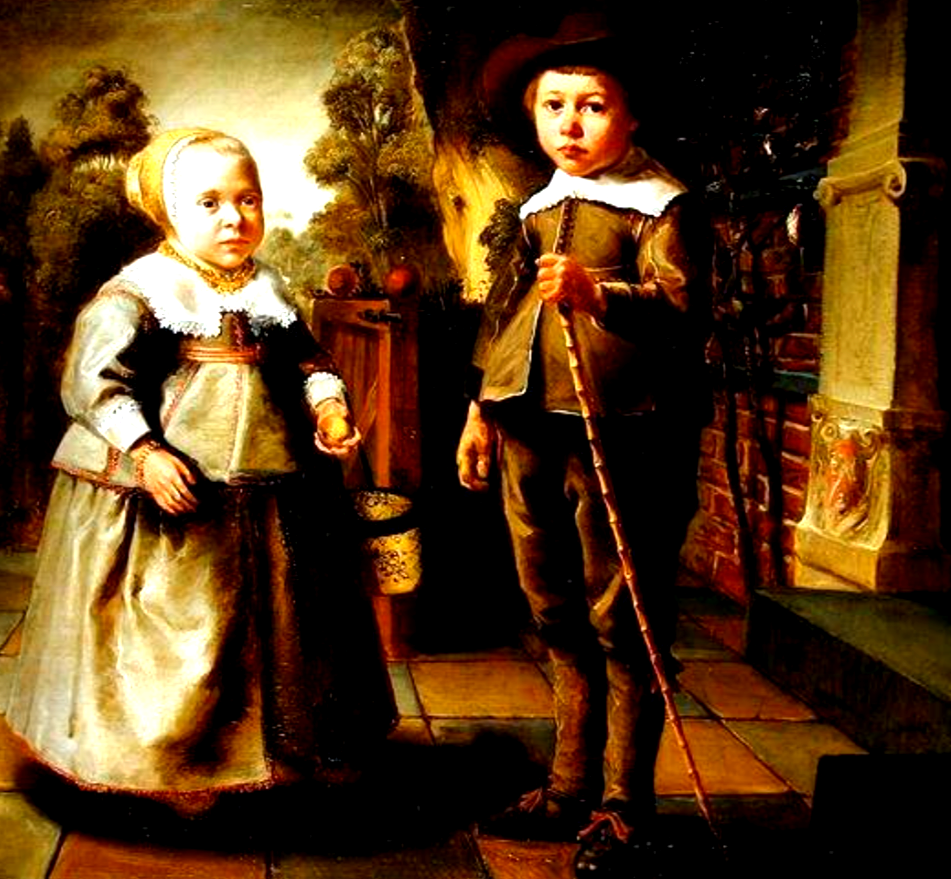
Petits-enfants de Potter, école de Jacob Adriaensz Backer. Sur le pilastre en bas a droite de cette peinture, les armoiries des "de Pottere".
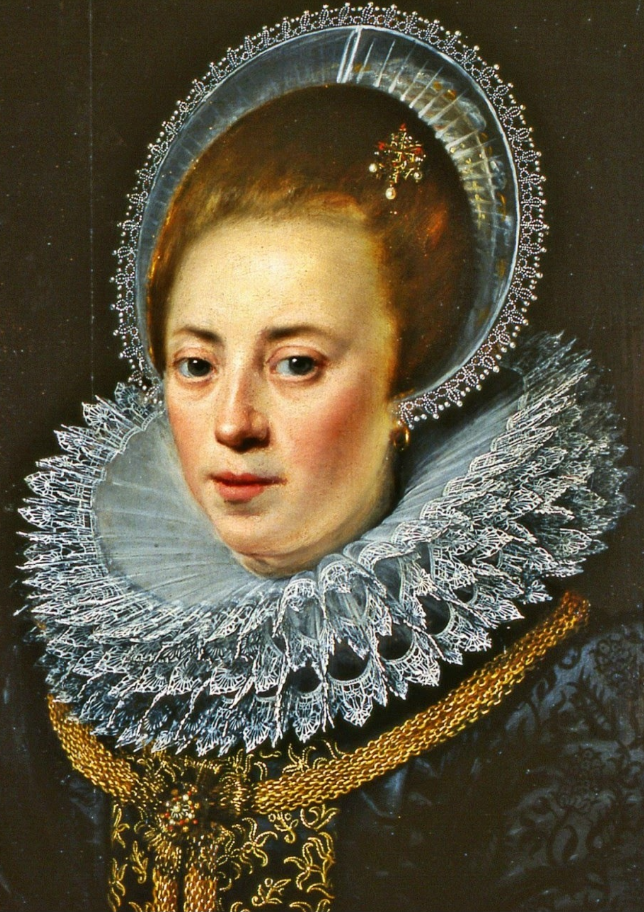
Héléna de Pottère, par Jan Antonisz van Ravesteyn.
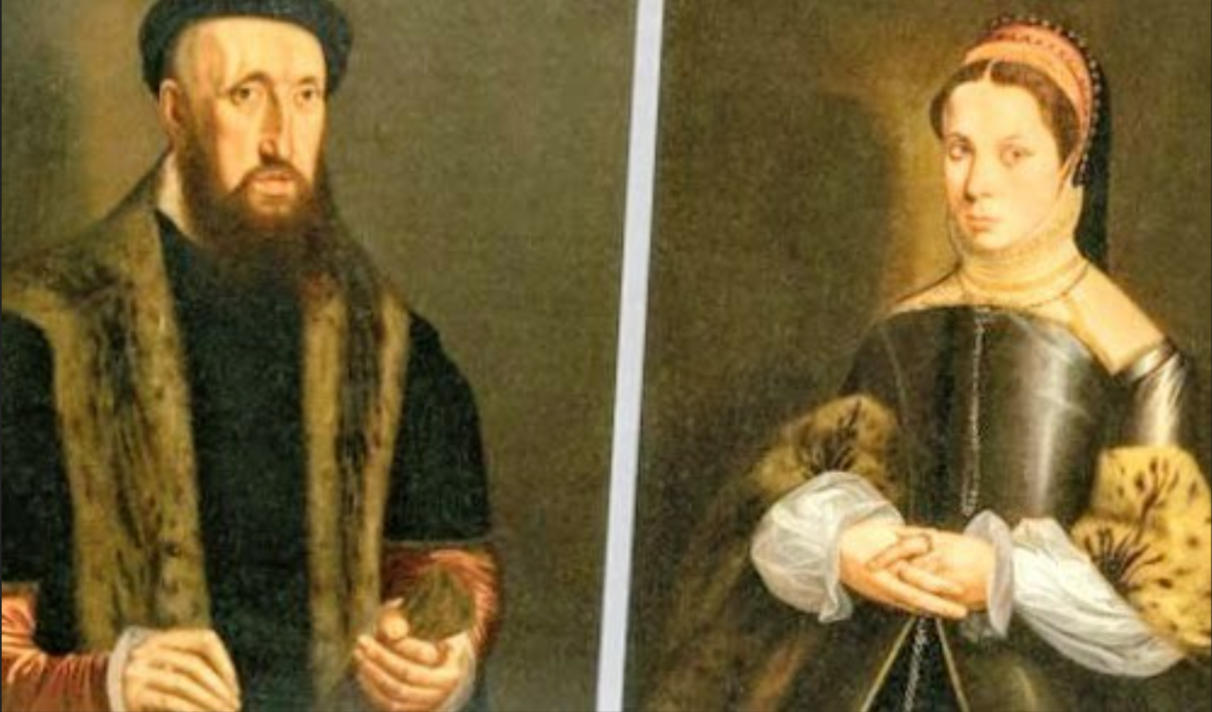
Roelant de Pottère, prélat de Zélande à Middelbourg et son épouse Katelyne van der Veere[2].
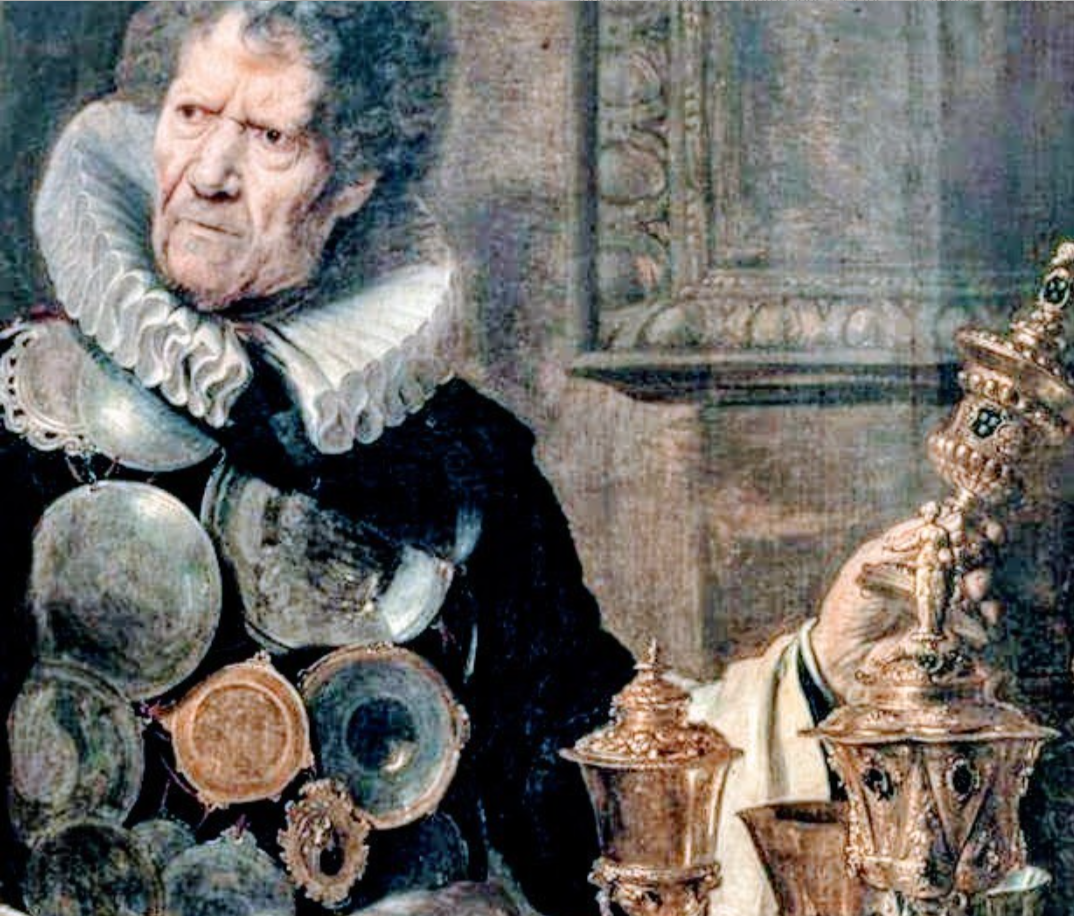
Antoine, doyen du métier d’étain père de Jean de Pottre (nom de plume)
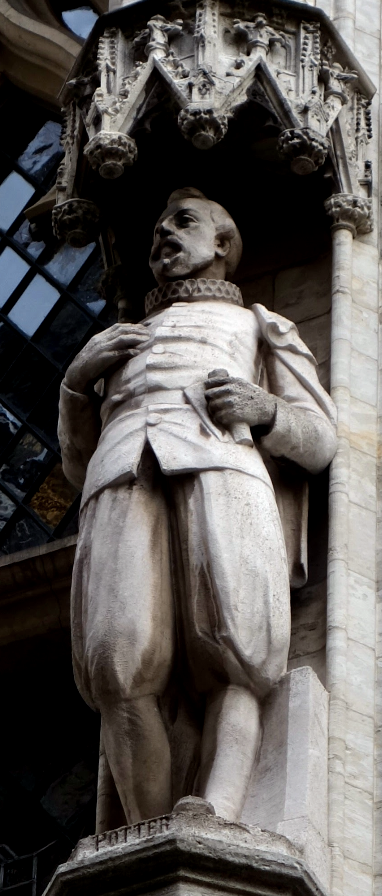
Jean de Potter, Hôtel de ville

Au début du XVIe siècle, Antoine de Potter quitte les Pays-Bas et Anvers pour s’établir à Bruxelles où il devient doyen des métiers de l'étain.
Son fils Jean, chroniqueur au nom de plume Jan de Pottre, opposant au duc d'Albe, est échevin de Bruxelles en 1580, douze ans après la décapitation. Il est représenté par la sculpture de Gustave Van Hove, sur la façade de l’hôtel de Ville de Bruxelles, à côté de Vésale.

## Filiation et lettres patentes
L'origine ancestrale donne Herman de Pottère, écuyer, armateur du comte de Boulogne à Berghes et sa descendance hollandaise.
Jacques de Potter, bailli de Jacques de La Hamayde et wetelycke maeyre du comte Jean Ier de Namur, est la souche de la branche flamande.
Rentré d'exil, issu de l'ascendant direct à la branche aînée romane, François de Pottère, confirme les trois branches en donnant son ADN.
La généalogie réalisée par Hervé Douxchamps et publiée par Elisabeth de Merode, commence avec Gilles, fils présumé de Jacques :
- - Gilles de Potter (1320-1375), « mayer » (bourgmestre) de Renaix. Il épouse Elsabe van Tutenburg.
    - Jacob Jacques de Pottier (1350-1425), échevin de Renaix. Il épouse Jossine de Caluwyer.
      - Guillaume de Potter (1389-1455), échevin de Renaix, sire d'Ysengaerde et Caluwier.
        - Jacques de Potter (1416-1476), tisserand, sire d'Ysengaerde et de Hoogbouchout.
          - Jacob Jacques de Potter (1443-1501), sire d'Ysengaerde, échevin de Renaix. Il épouse Jeanne Heyns.
            - Jeankin de Potter (1502-1557), sire d'Ysengaerde. Il épouse Marie de Raedt, puis Lysbet de Kindere.
              - Bernard de Potter (1530-1587), « doyen des tisserands », sire de Caelewyer. Il épouse Marie de Caluwé.
                - Jacques de Potter (1565-1636), échevin, tisserand, sire de Caelewyer. Il épouse Jeanne de Wolf.
                  - Guillaume de Potter (1604-1646), cultivateur, sire de Caelewyer, Ysengaerde. Il épouse Joana van Germeersch.
                    - Hermès de Potter (1630-1681), élu et sire d'Ysengaerde, Caelewyer. Il épouse Anna Catarina de Worm.
                      - Liévin de Potter (1657-1742), sire d'Ysengaerde, Caelewyer, Hoogbouchout. Il épouse Catherine Grenier.
                        - Joseph Jean de Potter (1699-1770), sire d'Ysengaerde, Heule. Il épouse Elisabeth Surmont de Volsberghe.
                          - Jean-François de Potter (1737-1784), échevin et sire de Heule. Il épouse Colette Baut de Rasmon.

Ce dernier est l'individu de référence familiale de l'Office généalogique et héraldique de Belgique (OGHB, recueil LXI) dont la descendance est établie jusqu'aux survivants.
Sur lettres patentes de 1764, l'impératrice d'Autriche inclut dans la noblesse belge Joseph Jean de Potter et sa descendance.

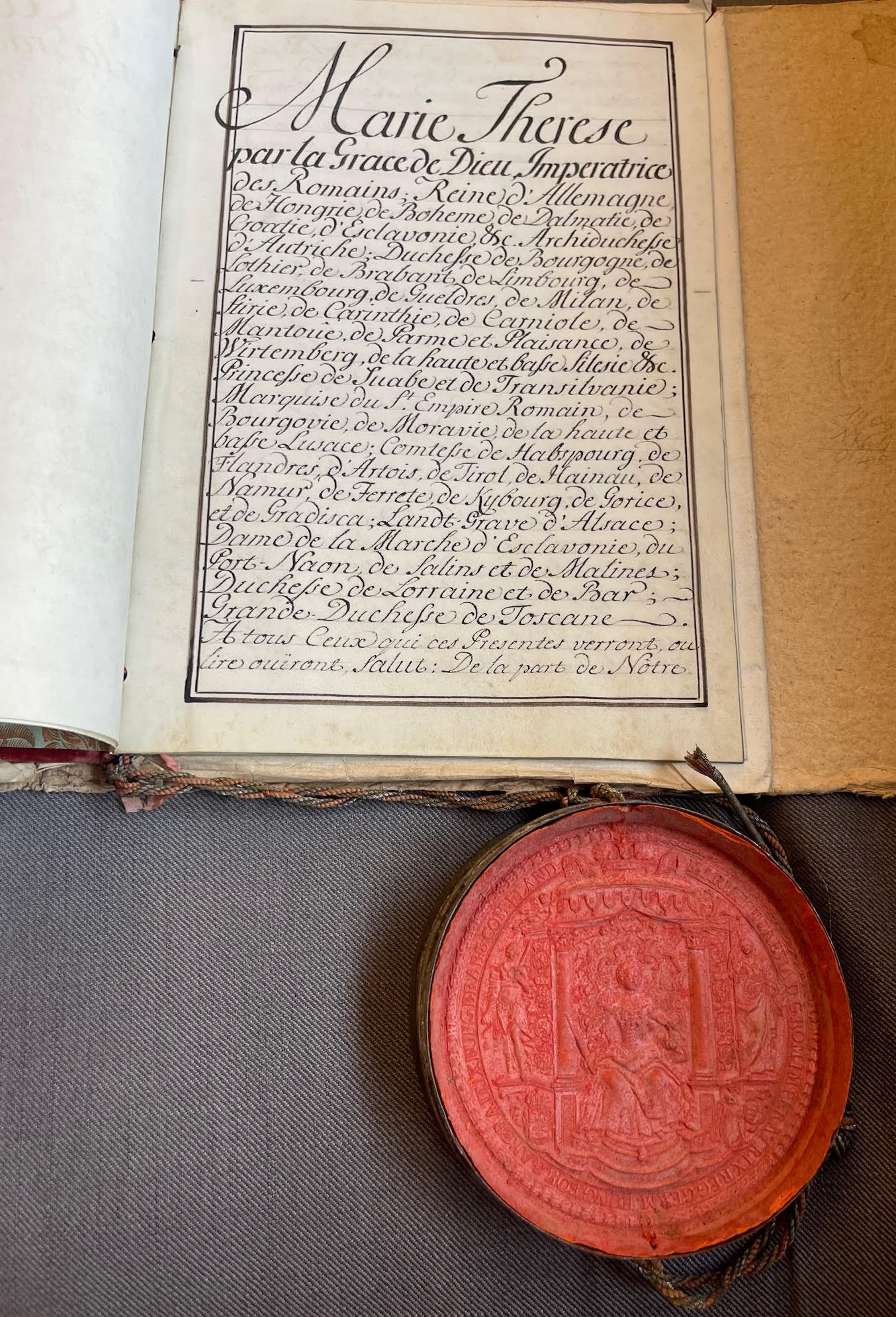
Lettres patentes.
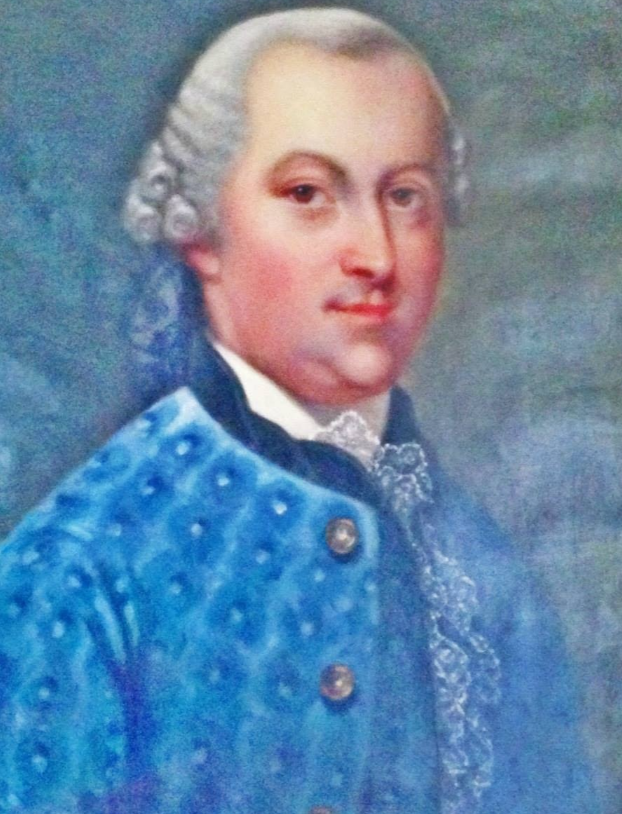
J. de Potter.

## Sites historiques
La famille préserve des monuments historiques dans les régions où elle réside. En dehors des demeures actuelles de la famille à Barvaux, Gouvy, Harzé, Limbourg, Ouffet, voici quelques réalisations notables:

### Branche romane
La lignée bannie de la famille de Pottère, issue de Ellezelles, se relance en 1570 au « Domaine de Emden », dans la ville d'Aurich, un site régional d'intérêt public, repris sous le nom de « Europa Haus - de Pottère ». Devenu un musée, il fut aussi siège de la Compagnie néerlandaise des Indes orientales.
Une autre descendance de cette branche passe en France. Le domaine de Comines-Warneton est vendu au profit des créanciers de Louis d'Orléans à Marie de Loose. Son unique héritière, Angélique de Loose, épouse Edouard-Josse de Potter.
Leur fille unique Adélaïde, dame de Comines, épouse Jean-Baptiste d’Hane de Steenhuyse (1593-1682), sénateur, et s'installe dans la propriété. Une pairie est accordée autant qu'il est nécessaire par le roi Philippe IV à son fils, Sébastien d'Hane. Après une rénovation du château ancien, Adélaïde meurt en 1844 après avoir légué le domaine à son beau-frère ainsi que l'hôtel d'Hane-Steenhuyse.

### Branche flamande
Marie, fille du producteur textile gantois, Joseph de Potter, achète le château de Gravenwesel (Anvers) au XVIIIe siècle avec son mari. Le château de Cluysen (Gand) appartient au même Joseph, élu de cette ville, et gestionnaire du site qu'il occupe du XVIIIe siècle au XIXe siècle, lors de son expropriation pour l'extension du port. Joseph de Potter achète aussi le château de Melle en 1743.
Le château d'Aertrycke, pourvu d'un écu aux six pignates, est un arrière-fief de Middelbourg qui dépend de la seigneurie de Mortagne au XIIIe siècle. Il est valorisé quand Edouard de Potter achète la terre en 1825. Le domaine voisin du Verloren Kost (Tourhout) se situe entre les châteaux de Wynendaele et d'Aertrycke ; il est acheté par Joseph Albert de Potter en 1778 dont le fils, Aymar, y habite jusqu'en 1995.
Le château d'Ooighem (Courtrai) appartient en 1080 à Lambertus d'Odenghem. Vers 1260, il passe aux seigneurs de Luxembourg. En 1510 il est vendu à Jean de Gros qui le transforme en hôtel particulier. En 1854, il devient la propriété de Ghislain de Potter, bourgmestre.

### Branche hollandaise
Le château d'Haamstede, qui abrite en 2024 l'administration du chef-lieu de Zélande, se situe aux abords du village de Haam au Polder de Noordgouwe (Nord-Beveland). À l’époque des sires de Berghes, Roelant de Pottère y habite comme prélat de Zélande en 1565.

## Armoiries
Les seules armoiries reliables de manière certaine à la famille de Potter, avant l'exil familal, sont les suivantes : " De gueules à un chevron d'argent accompagné de trois pignates (pots) à couvercle du même".
Elles sont reprises telles quelles dans la peinture des petits-enfants d'Abraham de Potter, oeuvre reprise plus haut.
Les armoiries employées après l'exil familial furent changées pour un motif resté inconnu à ce jour. Après leur installation à Gand, les membres de la branche Flamande de Potter utilisent : " D'azur à un croissant d'argent, au chef du même chargé de trois roses de gueules".
Elles sont reprises dans leurs lettres patentes de noblesse en 1764.
Pour ces secondes armoiries, au croissant et aux trois roses, deux variantes existent avec des brisures apportées par différentes branches.
C'est ainsi que la première lignée des de Potter d'Indoye, avant extinction et ensuite reprise du nom, portait : "Au 1 et au 4, les armes précédentes des de Potter" (celles aux croissant et trois roses mentionnées précédemment), "aux 2 et 3 les armes des Baut de Rasmon". Cimier : "un croissant d'argent"; Lambel : d'Azur et d'argent.
Pour la lignée de Potter-Kervyn, on retrouve également les armes des de Potter d'Indoye avec pour brisure un lambel, repris comme suit dans l'armoiral Rietstap : "Les armes des de Potter d'Indoye, au lambel de sable en chef de l'écu, brochant sur les deux premiers quartiers".
Pour ces armes le cimier et le lambel sont les mêmes que pour les Potter d'Indoye.

## Alliances
Certaines alliances de la famille de Potter, de notoriété publique, expliquent en partie la notabilité familiale. Il s'agit principalement des unions avec les familles suivantes : de Holstein-Luxembourg, de Merode, d'Udekem et Saverys.

## Pour approfondir

#### Ouvrages relatifs aux familles belges
- Oscar Coomans, État présent belge, vol. Cahier LXVI, ANRB, coll. « Communaute Wallonie-Bruxelles », 1997, 933 p.
- Jean-Francois Houtart, Liste chronologique de familles belges, vol. Cahier LXVI, OGHB, coll. « Communaute Wallonie-Bruxelles », 2002, 577 p.

#### Autres ouvrages
- Elisabeth de Merode, Histoire de la Famille de Potter (dir. : H. Douxchamps), Tradition & Vie, 1964, 425 p.
- Berend van Blokland et W.J.A. Juten, Familie de Potter, Geschiedenis Noord Brabant, Taxandria, 1907, 206 p.
- Jean-Jacques Gaillard, Bruges et le Franc, données historiques sur la famille de Potter, ABE, 1857, 754 p. (lire en ligne)
- Félix-Victor Goethals, Mirroir des Notabilités de Belgique : Notice sur la famille de Potter, 1879, 643 p.

### Ouvrages
- Élisabeth de Merode, Histoire de la Famille de Potter, Tradition & Vie, 1965, 425 p.

1. 1 2  Merode Branche Romane 1965, p. 265-307.
2. 1 2 3  Merode Branche Flamande 1965, p. 35-210.
3. ↑  Merode 1965, p. 1-30, évocation des branches, p. 289-295 et suivantes, annexes incluant l’héraldique..
4. ↑  Merode 1965, p. 1-30, évocation des branches. 289-295 et suivantes, Annexes incluant l’héraldique..

- Beelaerts van Blokland et W.J.A. Juten, Familie de Potter, Geschiedenis Noord Brabant, Taxandria, 1870, 206 p. (lire en ligne)

1. ↑  Blokland, Jutten. Genealogie familie de Pottere, p. 221-227.
2. ↑  Blokland, Jutten. Familie de Potter, Taxandria, p. 221, bas de page.

- Oscar Coomans, État présent belge, vol. Cahier LXVI, ANRB, coll. « Communaute Wallonie-Bruxelles », 1997, 933 p.

1. 1 2 3  p.78-79. Oscar Coomans de Brachène & Georges de Hemptinne, État présent de la noblesse Belge, annuaire 1971, ré-édition 1996.
2. ↑  Op.Cit. Oscar Coomans, Liste chronologique de familles belges, vol. Cahier LXVI, OGHB - Communauté Wallonie-Bruxelles, 2002, 577 p.Exposant